# 회전목마 (1989년 드라마)
《회전목마》는 1989년 7월 3일부터 같은 해 11월 3일까지 방영된 한국방송공사 1TV 일일연속극으로, 서민들의 애환, 진솔한 삶의 현장을 밝고 건전하게 그렸다.

## 등장 인물
- 김영옥
- 오지명
- 박인환
- 한진희
- 허진
- 이경진
- 장용
- 천호진
- 윤미선
- 김도연
- 조민수
- 윤유선
- 추상록
- 박용식
- 한현배
- 박태민
- 남윤정
- 김옥만
- 차양희
- 최동균
- 황건일
- 고진학
- 권오균
- 차기환
- 이영재
- 김성환
- 양동근
- 이재은

## 제작진
- 기획 : 황은진
- 극본 : 김운경
- 연출 : 안영동
- 보조출연 : (주) 한국예술
- 기술감독 :  이상성
- 영상 : 신영춘
- 녹화 : 이병희
- 조명감독 : 정석중
- 조명 : 전영수, 정의영, 김환경
- 음향 : 박강열, 황인규, 정영진
- 음악효과 : 임효택
- 음향효과 : 강성범
- 미술감독 : 이석우
- 무대 디자인 : 김학권
- 장치 : 채중석, 김성준
- 작화 : 김신의, 강찬용
- FRP : 최기석
- 소품 : 지만택, 홍석주
- 의상 : 장선
- 무대효과 : 김병균
- 타이틀 디자인 : 배구직
- 분장 : 강신환
- 미용 : 김연순
- 야외촬영 : 이취형, 이용범
- 야외조명 : 최광영, 한명주, 옥창무
- 카메라 감독 : 이남무
- 카메라 : 박덕윤, 소팔영, 김승호, 권혁헌
- 무대진행 : 서창호
- 스크립터 : 문지원
- 조연출 : 이달현

| 한국방송공사 1TV 일일연속극        | 한국방송공사 1TV 일일연속극          | 한국방송공사 1TV 일일연속극                          |
| 이전 작품                          | 작품명                               | 다음 작품                                            |
| ---------------------------------- | ------------------------------------ | ---------------------------------------------------- |
| 세노야 (1989년 3월 6일 ~ 6월 30일) | 회전목마 (1989년 7월 3일 ~ 11월 3일) | 울밑에 선 봉선화 (1989년 11월 6일 ~ 1990년 8월 31일) |